# Рибалочка-крихітка трипалий
Рибалочка-крихітка трипалий (Ceyx erithaca) — вид сиворакшоподібних птахів родини рибалочкових (Alcedinidae). Мешкає в Південній і Південно-Східній Азії.

## Опис

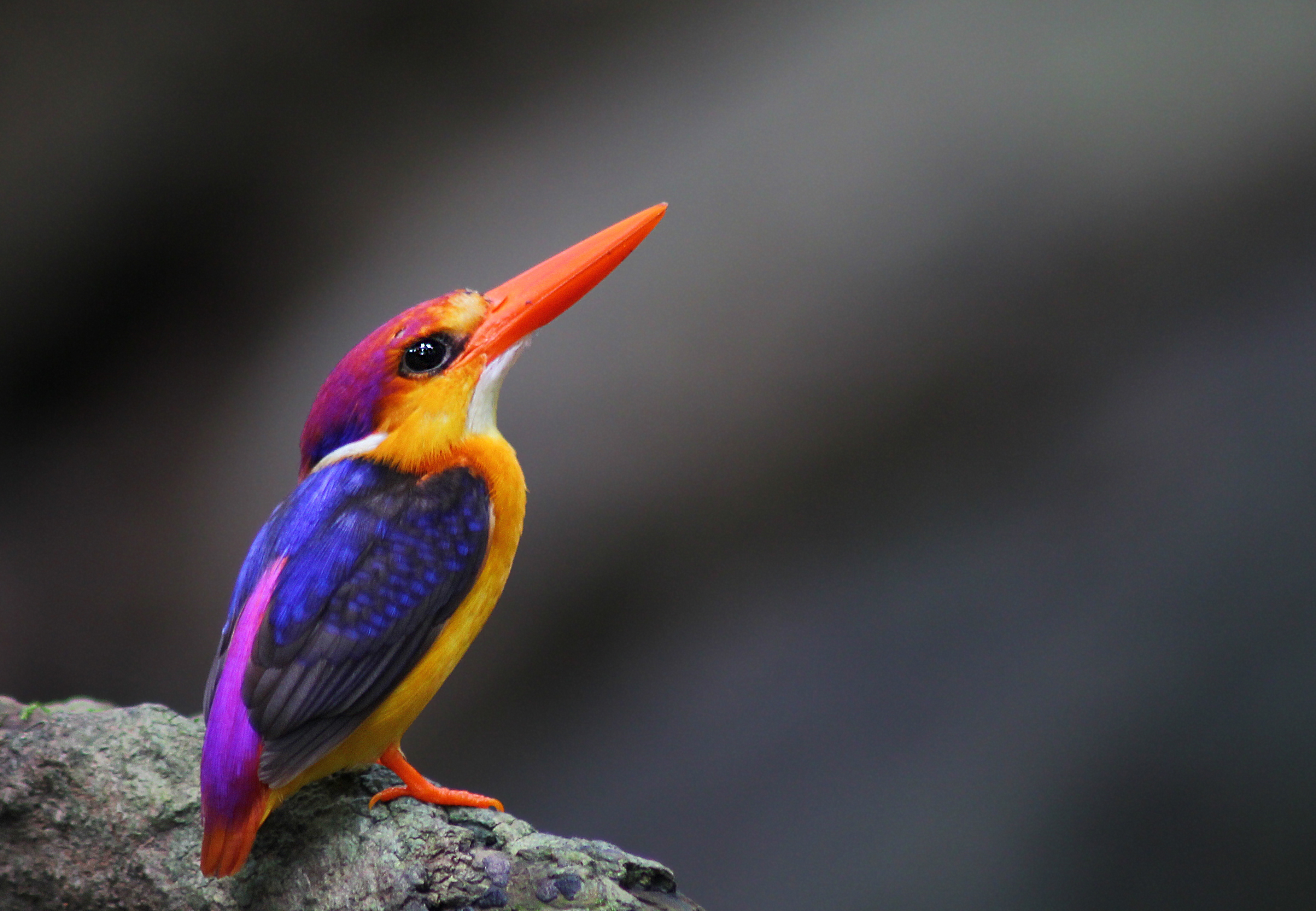
Трипалий рибалочка-крихітка

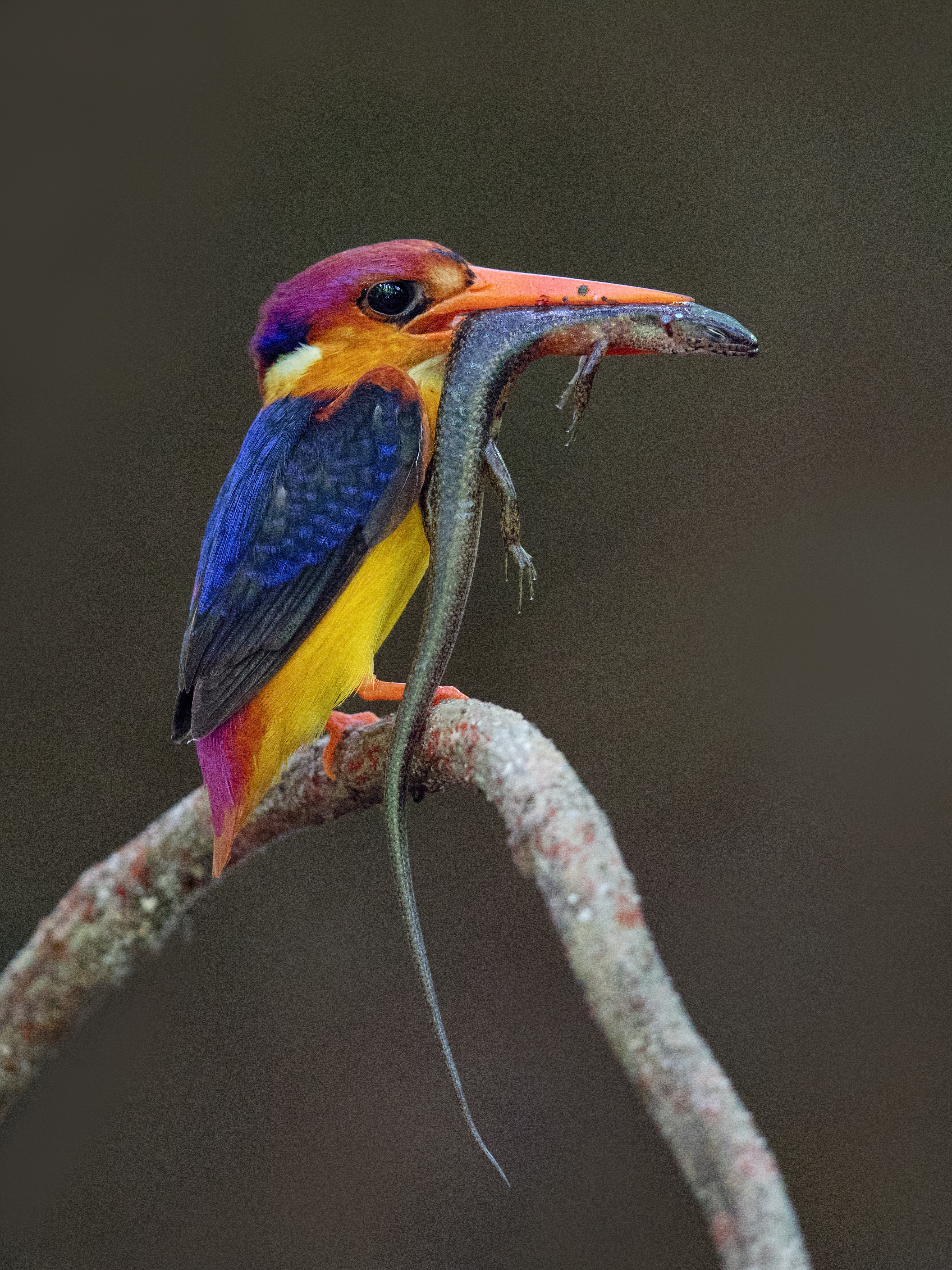
Трипалий рибалочка-крихітка

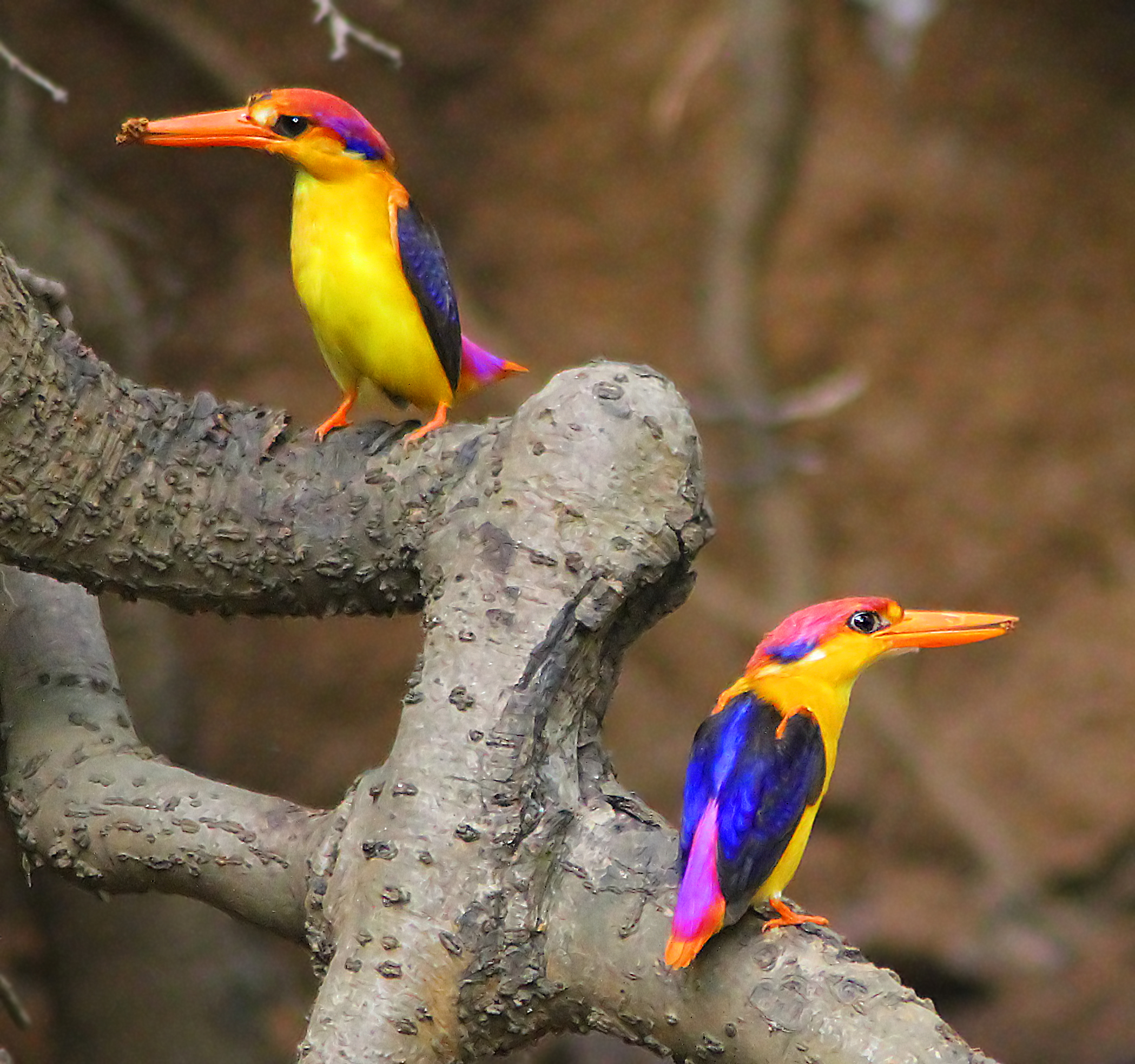
Пара трипалих рибалочок-крихіток

Трипалий рибалочка-крихітка є одним з найменших представників родини рибалочкових, його довжина становить 12,5-14 см. Самиці важать 14-16 г, самці 14-21,5 г. Голова, хвіст і нижня частина тіла жовто-оранжеві, підборіддя і горло білі, тім'я і надхвістя фіолетові, спина темно-синя. Очі темно-карі, дзьоб і лапи червоні.

## Підвиди
Виділяють три підвиди:
- C. e. erithaca (Linnaeus, 1758) — Індія, Шрі-Ланка, Бангладеш, М'янма, Таїланд, південний схід Китаю, Індокитай, Малайський півострів, Суматра;
- C. e. macrocarus Oberholser, 1917 — Андаманські і Нікобарські острови;
- C. e. motleyi Chasen & Kloss, 1929 — Міндоро, Палаван, Таві-Таві і сусідні острови (Філіппінський архіпелаг), острови Сімелуе, Ніас Бату[en], Банка і Белітунг (поблизу Суматри), Калімантан, Ява і Малі Зондські острови (на схід до Флореса і Пантара[en]).

## Поширення і екологія
Трипалі рибалочки-крихітки мешкають в Індії, Бутані, Бангладеш, М'янмі, Таїланді, Лаосі, В'єтнамі, Камбоджі, Китаї, Малайзії, Індонезії, Брунеї, на Філіппінах і Шрі-Ланці. Вони живуть у вологих і сухих тропічних лісах, в галерейних лісах, густих пальмових, бамбукових і чагарникових заростях та на каучукових плантаціях, поблизу струмків і озер. Зустрічаються на висоті до 1300 м над рівнем моря. Частина північних популяцій взимку мігрують на південь.

## Поведінка
Трипалі рибалочки-крихітки живляться комахами, зокрема богомолами, кониками, мухами, плавунцями, мурахами і одноденками, а також павуками, черв'яками, дрібними крабами, рибами, амфібіями і ящірками. Вони чатують на здобич, сидячи в підліску. Сезон розмноження на південному заході Індії триває з липня по вересень, на Шрі-Ланці з лютого по липень, на північному сході Індії у квітні-травні, на Малайському півострові з березня по червень, на Яві з грудня по травень. 
Пара птахів викопують горизонтальну нору довжиною 15-100 см і діаметром 3,8-4,5 см на березі річки або між корінням дерева, яка завершується гніздовою камерою завширшки 10-15 см і висотою 5-7 см. І гніздовий тунель, і камера направлені догори, що має на меті убезпечити нору від потрапляння до неї води. У кладці від 3 до 7 яєць, вони відкладаються вранці з інтервалом в один день. Інкубація починається після відкладання останнього яйця і триває 17-18 днів. Насиджують переважно самиці, вдень їх іноді підміняють самці. Пташенята покидають гніздо через 18-20 днів після вилуплення.